# فاین‌پیکس اس۵۸۰۰

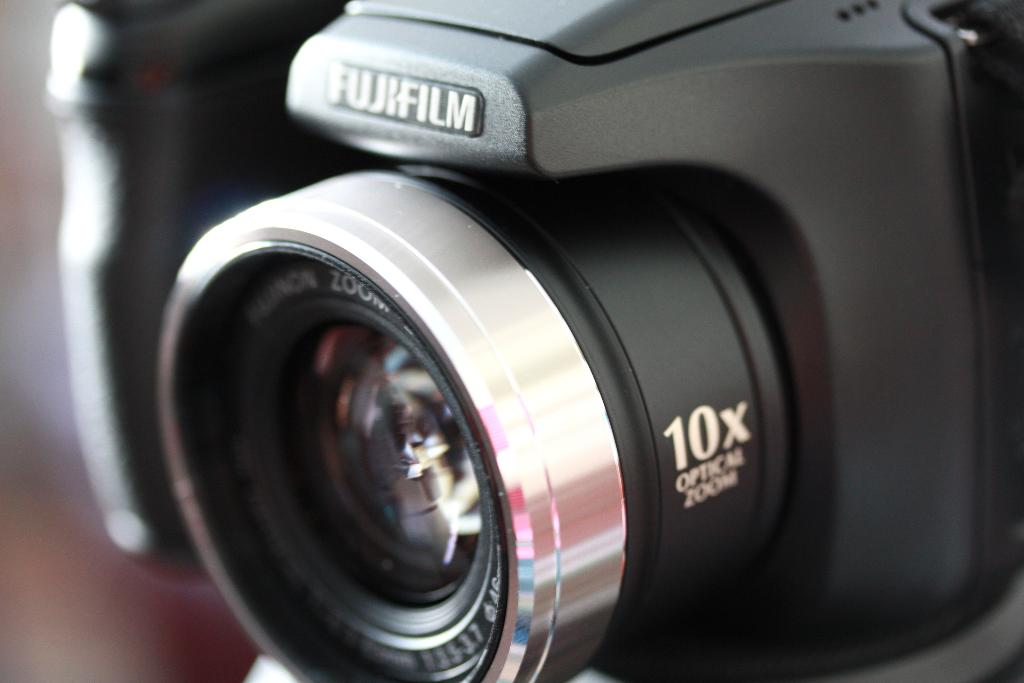
نوع: Bridge' Camer'لنز: Fixed (10× optical zoom)

فاین‌پیکس اس۵۸۰۰ (به انگلیسی: FinePix S5800) یک دوربین عکاسی ساخت شرکت فوجی‌فیلم است.